# جحاف (إب)

تعديل مصدري - تعديل

جحاف محلة تابعة لقرية كسابة، التابعة لعزلة شعب يافع بمديرية إب إحدى مديريات محافظة إب في الجمهورية اليمنية.، بلغ تعداد سكانها 44 حسب تعداد اليمن لعام 2004.